# 5389 Choikaiyau
Az 5389 Choikaiyau (ideiglenes jelöléssel 1981 UB10) a Naprendszer kisbolygóövében található aszteroida. A Bíbor-hegyi Obszervatórium fedezte fel 1981. október 29-én.